# Irving Penn

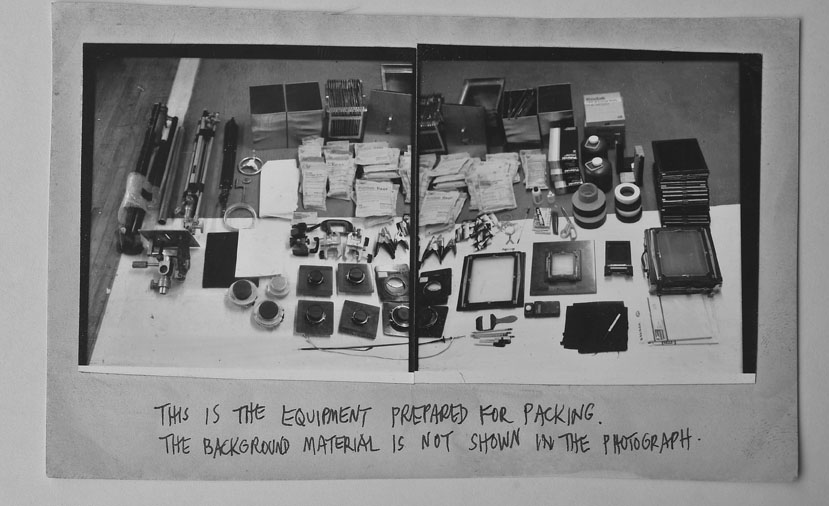
Pennova fotografická výbava, Praha, 1986, foto: Jiří Poláček

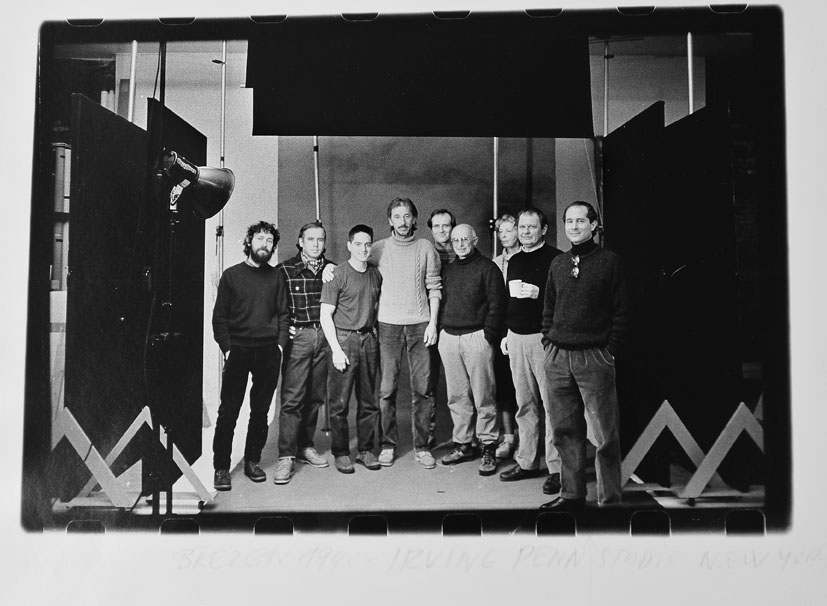
Zaměstnanci Pennova studia v New Yorku, 1990

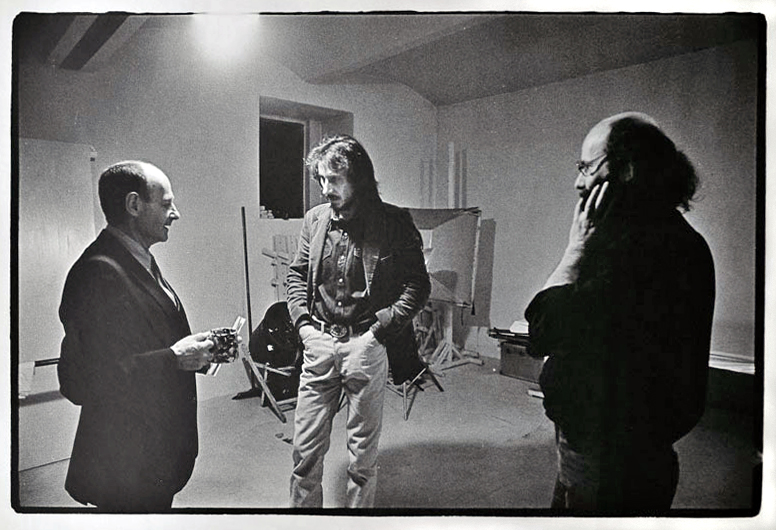
Poláček, Penn a Dušan Šimánek, 1986, Praha

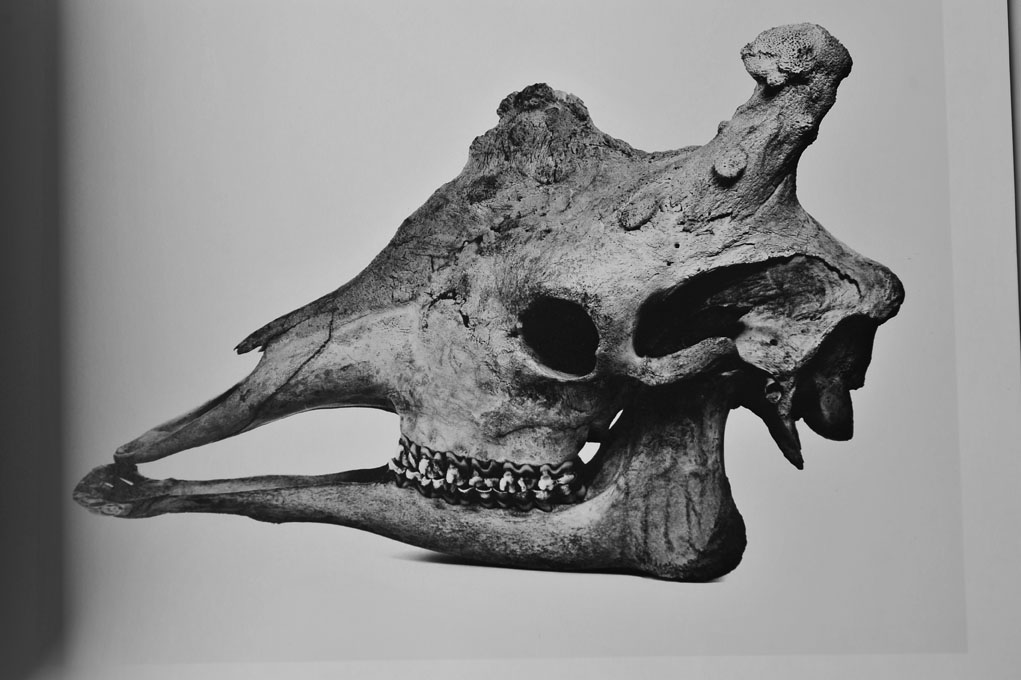
Lebka z výstavy Irvinga Penna v New Yorku

Irving Penn (16. června 1917, Plainfield, New Jersey – 7. října 2009, New York) byl americký fotograf, který je známý svými portrétními a módními fotografiemi.

## Život a dílo

### Mládí
Irving Penn studoval u ruského fotografa Alexeje Brodoviče na Philadelphia Museum School, kterou absolvoval v roce 1938. Pennovy kresby byly zveřejněny v časopisu Harper's Bazaar a je o něm známo, že také maloval. Během druhé světové války se stal známý svými módními fotografiemi modelek a glamouru.
Penn mnoho let fotografoval módní snímky pro časopis Vogue. Byl jedním z prvních fotografů, který komponoval subjekty proti prostému šedému nebo bílému pozadí a tuto jednoduchost používal velmi účinně. V exteriérech instaloval své jednoduché studio, na svislé kolmé tyče natáhl pozadí a vymodeloval ostrý roh. Situováním modelu do tohoto neortodoxního prostředí zvyšoval Penn dramatičnost portrétu, který je často „vklíněn“ do rohu. Penn se vždy snažil o absolutní zjednodušení a čistotu fotografického obrazu. Kolem portrétovaného nechával imaginární prostor, kde občas záměrně ukázal malý detail prozrazující, že jde o ateliér.
| „                   | Georgia O’Keeffe vstoupila do ateliéru a po pár vteřinách rozhlížení zamířila rovnou čarou k místu, kde byly odložené dvě velké divadelní zástěny postavené do velmi ostrého úhlu. Malířka se ‘zapasovala’ do uzoučkého prostoru a rezolutně prohlásila: „Tady chci být portrétována, toto je místo vyjadřující naprosto perfektně můj život...“ | “ |
| — Irving Penn, 1948 | |   |

Mezi jinými portrétoval například také osobnosti jako byli Martha Grahamová, Marcel Duchamp, Georgia O'Keeffe, W. H. Auden, Igor Fjodorovič Stravinskij, Marlene Dietrichová nebo modelka Karen Graham. Z českých modelek portrétoval pro titulní stránku Vogue například Karolínu Kurkovou.
Penn místo studiového blesku využíval na většině svých portrétech přirozeného osvětlení z okna. Pro svou cestu do Nové Guiney a dalších míst si Penn vyrobil jednoduché přenosné studio se světlíkem směrovaným na sever s působivými výsledky. Portrétní snímky pořízené tímto způsobem vypadají téměř stejně jako jeho portréty celebrit, plně zkrášlené, přirozeně osvětlené, před neutrálním pozadím, jeho kmenoví náčelníci se etnograficky podobají modelům z 19. století.
V roce 1950 se oženil se svou oblíbenou modelkou Lisou Fonssagrives a založil vlastní ateliér v roce 1953. Společně měli jednoho syna Toma.

### Fotografický styl
Jasnost, kompozice, pečlivé uspořádání objektů či lidí, lehkost, forma a jednoduchost je typický rukopis Pennových děl. V jeho fotografiích zátiší, objektů a nalezených zátiší se lze setkat s neobvyklým uspořádáním, jasností a mnoha detaily a podrobnostmi.
Zatímco jeho printy jsou vždy čisté a jasné, Pennovy fotografované předměty se velmi liší. Častokrát pořídil své fotografie dlouho před tím, než je okolí začne oceňovat jako významná díla v „současném moderním pojetí“. Například řada jeho aktů modelek, které byly v rozmezí od tenkých až po buclaté nasnímal v letech 1949–1950, ale až do roku 1980 nebyly vystavovány.
Jeho komponovaná zátiší jsou pečlivě uspořádané soubory potravin nebo předmětů. Tyto kompozice lze označit jako abstraktní souhru linií a objemu.
V roce 1986 požádal Irving Penn českého fotografa Jiřího Poláčka, aby mu pomohl realizovat fotografování zvířecích lebek v Národním muzeu v Praze. Společně s fotografem Dušanem Šimánkem Pennovi asistovali a zajišťovali vyvolání černobílých filmů 8x10 palců. Poláček vyjednával akci s muzeem a zajišťoval chod celé akce. Velkou výstavu přezvětšených zvířecích lebek předvedl Penn v New Yorku 1988–1989 jako Cranium architecture.

### Odkaz
Vydal mnoho knih, včetně nedávno vydané A Notebook at Random, které nabízí velkorysý výběr fotografií, obrazů a dokumentů jeho práce. Pennova manželka Lisa Fonssagrives zemřela v roce 1992.

## Výstavy a ocenění
V roce 2002 se konala jeho samotná výstava 53 fotografií na Metropolitan Museum of Art. Motivem těchto děl jsou jednoduchá sochařská témata, jako například Venuše.
V červenci roku 2005 vystavoval Penn v National Gallery of Art ve Washingtonu pod názvem "Irving Penn: Platinum Prints". V období od ledna do dubna 2008 vystavoval svých 67 portrétů v Morganovo Knihovně a muzeu v New York City pod názvem "Close Encounters".
V září 2009 J. Paul Getty Museum plánuje vystavovat největší kolekci Pennových prací. Expozice The Small Trades obsahuje 252 velkoformátových portrétů z období 1950–1951, které vyfotografoval v New Yorku, Paříži a Londýně. Sbírky muzea Smithsonian American Art Museum vlastní jeho černobílý originál The Tarot Reader – fotografii z roku 1949 Jeana Patchetta a surrealistické malířky Bridget Tichenor.
Pennův archiv fotografií, sbírka osobních předmětů a materiály vztahující se k jeho kariéře, jsou v držení Ryerson & Burnham Libraries v Institutu umění v Chicagu.
Jeho práce byly vystavovány (nebo přímo jsou součástí sbírek) kromě jiných také v Muzeu moderního umění (MoMA) v New Yorku, Metropolitním muzeu umění, Národní galerii umění ve Washingtonu nebo v Institutu umění v Chicagu.
V roce 1985 obdržel cenu Hasselblad Award a o dva roky později ocenění Kulturpreis der Deutschen Gesellschaft für Photographie (Cena za kulturu Německé fotografické společnosti).

### Citáty
- Fotografování koláče může být umění.; Irving Penn při otevírání svého nového studia v roce 1953.[10]
- Penn si všechno dělá velmi složité. Nepoužívá žádné pomůcky ani rekvizity. Ke svícení používá jen ty nejjednodušší lampy, většinou jen jeden zdroj světla, kterým svítí z boku. (Cecil Beaton)[11]

### Knihy, které Penn napsal
- (2004) A notebook at Random (ISBN 0-8212-6192-4)
- (2004) Photographs of Dahomey (ISBN 3-7757-1449-9)
- (2001) Still Life (ISBN 0-8212-2702-5)
- (1999) Drawings (ISBN 0-9665480-0-0)
- (1999) The Astronomers Plan a Voyage to Earth (ISBN 0-9665480-1-9)
- (1999) Irving Penn Regards The Work of Issey Miyake (ISBN 0-224-05966-1)

### Knihy o Pennovi
- (2005) Irving Penn: Platinum Prints. Sarah Greenough, David Summers (ISBN 0-300-10906-7)
- (2002) Earthly Bodies: Irving Penn's Nudes, 1949-50. by Irving Penn, Maria Morris Hambourg, Metropolitan Museum of Art (ISBN 0-8212-2787-4)
- (1997) Irving Penn : A Career in Photography. Colin Westerbeck (ISBN 0-8212-2459-X)